# Africanella
Africanella is een geslacht van weekdieren uit de klasse van de Gastropoda (slakken).

## Soorten
- Africanella coseli (Houart, 1989)
- Africanella isaacsi (Houart, 1984)